# Espés
Espés es una localidad española perteneciente al municipio de Laspaúles, en la provincia de Huesca. En 2021 contaba con 7 habitantes censados.

## Historia
La localidad pertenece al término municipal oscense de Laspaúles, en la comunidad autónoma de Aragón. El gentilicio es espesino.[cita requerida]
Antaño un municipio, al lugar se le concedía a mediados del siglo XIX una población de 306 habitantes. En 2017 la localidad contaba con 9 habitantes. Aparece descrita en el séptimo volumen del Diccionario geográfico-estadístico-histórico de España y sus posesiones de Ultramar de Pascual Madoz de la siguiente manera:

ESPES: l. con ayunt. en la prov. de Huesca, part. jud. de Benabarre (9 leg.), aud. terr. y c. g. de Zaragoza, y dióc. de Barbastro. sit. al O. y pie de la montaña titulada Turbon; su clima es frio, le combaten los vientos N. y O., y se padecen afecciones catarrales. Tiene 74 casas, inclusa la consistorial, 2 igl. parr. y servidas por 2 curas y 1 beneficiado, confina el térm. por N. y E. Las Paules; S. Ballabriga, y O. San Feliu. El terr. es árido y en parte poblado de bojes y hayas. prod. algunos cereales y frutas, cria de ganado lanar y cabrio con sus buenos pastos: caza de perdices y conejos. ind. 1 molino harinero con 1 muela. pobl. 75 vec., 306 alm. contr. y riqueza | V el art. part. jud.
(Madoz, 1847, p. 568)

## Demografía
| Gráfica de evolución demográfica de Espés entre 1842 y 1960 |
| |
| Población de derecho según los censos de población del INE Población de hecho según los censos de población del INEEntre el censo de 1970 y el anterior, este municipio desaparece porque se integra en el municipio 22143 (Laspaúles) |